# Калопанакс
Калопа́накс семило́пастный, или Диморфа́нт (лат. Kalopānax septemlōbus) — редкое, реликтовое листопадное дерево, третичного периода, семейства Аралиевые (Araliaceae). Торговое название древесины калопанакса — Белый орех. Академик В. Л. Комаров указывал, что лесоводы называют калопанакс диморфантом ошибочно, так как название диморфанта было предложено изначально для аралии маньчжурской, но не закрепилось за ней.

## Ботаническое описание
Дерево, достигающее 25 м высоты, диаметром до 80 см, с маловетвистым прямым стволом.
Кора молодых деревьев гладкая, с крупными шипами до 2 см, кора старых деревьев чёрная, с глубокими трещинами.
Листья тёмно-зелёные, с длинными черешками, 5—7-лопастные, до 25—30 см длиной. Осенью становятся ярко-жёлтыми.
Бело-жёлтые цветки собраны в большие соцветия на концах побегов. Цветение начинается в августе, отмечается не ежегодно, а лишь в благоприятные годы.
Плоды сочные, чёрные, шаровидные, мелкие, до 5 мм в диаметре, несъедобные, с двумя трёхгранными семенами. Созревают в конце сентября — начале октября.
В 1 кг содержится 38 тысяч просушенных семян, если плоды собраны с дерева, и 58 тысяч, если плоды собраны опавшими с земли. В опавших плодах много пустых семян.

## Распространение и экология
Распространён в Японии до Рюкю включительно, Маньчжурии, на Корейском полуострове. В России на юге Приморья, юге Сахалина, Кунашире, Итурупе. Северная граница распространения в Приморском крае проходит через Чугуевский и Ольгинский районы.
Растёт в широколиственных и хвойно-широколиственных лесах горных склонов, у берега моря. На севере ареала произрастает, главным образом, небольшими группами по долинам рек и невысоким щебенистым горным склонам. Его обычные спутники — пихта цельнолистная, граб сердцелистный, клёны маньчжурский и ложнозибольдов. В Приморье наиболее обычен на самом юге в лесах с цельнолистной пихтой. Растение можно увидеть в ботанических садах Москвы, Прибалтики, Украины, Средней Азии и изредка в садах на его родине, Дальнем Востоке.
Требователен к свету и теплу. При их недостатке самосев часто обмерзает в вершинной части или даже до корней, уродливо отрастая на следующую весну, а более взрослые деревья суховершинят. В Хабаровске ежегодно обмерзал до пня.
Естественно возобновляется семенами и гораздо чаще порослью от корней вблизи шейки ствола. Семенные экземпляры отличаются стройностью и здоровьем, порослевые — более плохим ростом и фаутностью. Урожайные годы с вполне зрелыми семенами редки.
К почве нетребователен, выносит маломощные скелетные и относительно сухие почвы горных склонов. Доживает до 200 лет.

## Значение и применение
Очень декоративное парковое дерево. Из мякоти плодов можно получать зелёную краску. В культуре с 1860 г., но районы возможного выращивания ограничены его теплолюбием.
Древесина белая или золотисто-жёлтая. Удельный вес 0,45—0,55. Пригодна для фанерного и столярного производства, изготовления лож для охотничьих ружей, паркета и других изделий.
Отличный позднелетний медонос. Продуктивность мёда чистыми насаждениями 50—100 кг/га. В разгар цветения семья показывала привес более 3,5 кг мёда в день. Мёд светлый, ароматный, кристаллизуется быстро в белую массу. Для зимовки пчёл не пригоден.
Листья изредка поедаются крупным рогатым скотом, косулей (Capreolus) и изюбрем (Cervus elaphus xanthopygus).

## Охранный статус вида
Категория в Красной книге РФ: 3г (Редкий вид. Представитель олиготипного рода. В России находится на северной границе ареала). Включен в Красные книги Приморского края (2002) и Сахалинской области (2005). Занесен в список пород, заготовка древесины которых запрещена.

## Синонимы
- Acanthopanax ricinifolius (Siebold & Zucc.) Seem.
- Acanthopanax septemlobus (Thunb.) Koidz. ex Rehder.
- Acer pictum Thunb.
- Acer septemlobum Thunb.
- Aralia maximowiczii Van Houtte.
- Brassaiopsis ricinifolia (Siebold & Zucc.) Seem.
- Kalopanax pictus Nakai.
- Kalopanax ricinifolius (Siebold & Zucc.) Miq.
- Panax ricinifolius Siebold & Zucc.

|                                      |  |  |  |
| Кора; ветвь с шипами; лист; соцветия |  |  |  |